# Chiesa di San Valentino (Trambileno)
La chiesa di San Valentino è la parrocchiale di Vanza, frazione di Trambileno in Trentino. Fa parte della zona pastorale della Vallagarina dell'arcidiocesi di Trento e risale al XIX secolo.

## Storia

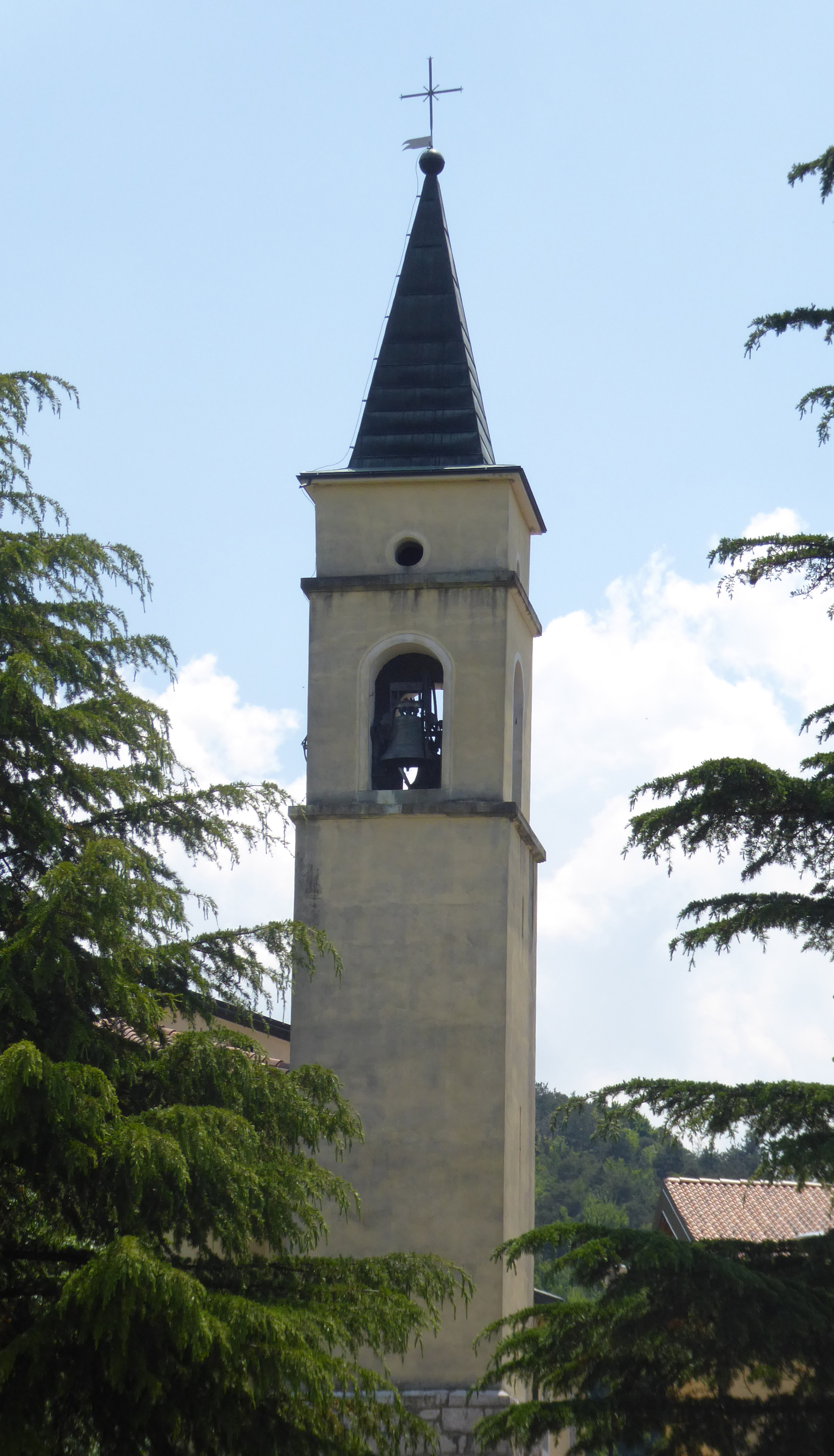
Campanile

Il luogo di culto venne edificato nel 1851 e benedetto l'anno successivo.
Attorno alla fine del XIX secolo fu necessario intervenire sulla struttura per operazioni di restauro e, nello stesso momento, venne eretta la sagrestia.
Nel 1905 la chiesa venne elevata a dignità di curazia in comunione con Pozzacchio e Pian del Levro, tutte sussidiarie della chiesa di San Mauro di Trambileno. A partire dal 1906 si cominciò a costruire la torre campanaria e intanto, nel 1908, l'edificio venne ristrutturato per motivi di stabilità. La torre campanaria fu ultimata nel 1910 e, nello stesso anno, venne celebrata la consacrazione solenne della chiesa. La volta absidale venne decorata nel primo dopoguerra del XX secolo ad opera di Vincenzo Casetti e, nello stesso periodo, tutto l'edificio venne restaurato.
Durante gli anni cinquanta fu necessario un importante lavoro di consolidamento della copertura poiché la struttura a capriate che era stata posta sopra la sala stava cedendo e minacciava di far crollare verso l'esterno i muri portanti. L'intervento portò alla sostituzione del tetto ed al rifacimento di parte della facciata. Il fastigio venne in parte ridefinito e perse la sua cornice originale.
Nel corso del 1965 il camposanto vicino alla chiesa venne risistemato e vi fu edificata una piccola cappella. Nel 1969, con Pozzacchio, Vanza venne elevata a dignità di chiesa parrocchiale e subito dopo, con interventi straordinari, fu ricostruita la parte terminale della torre campanaria in rame e il castello delle campane sostituito con uno in ferro per poterne elettrificare il movimento. In conclusione dei lavori sia gli esterni sia gli interni furono intonacati. Dopo il 1975 è stato realizzato l'adeguamento liturgico nella zona presbiteriale.

## Descrizione

### Esterni

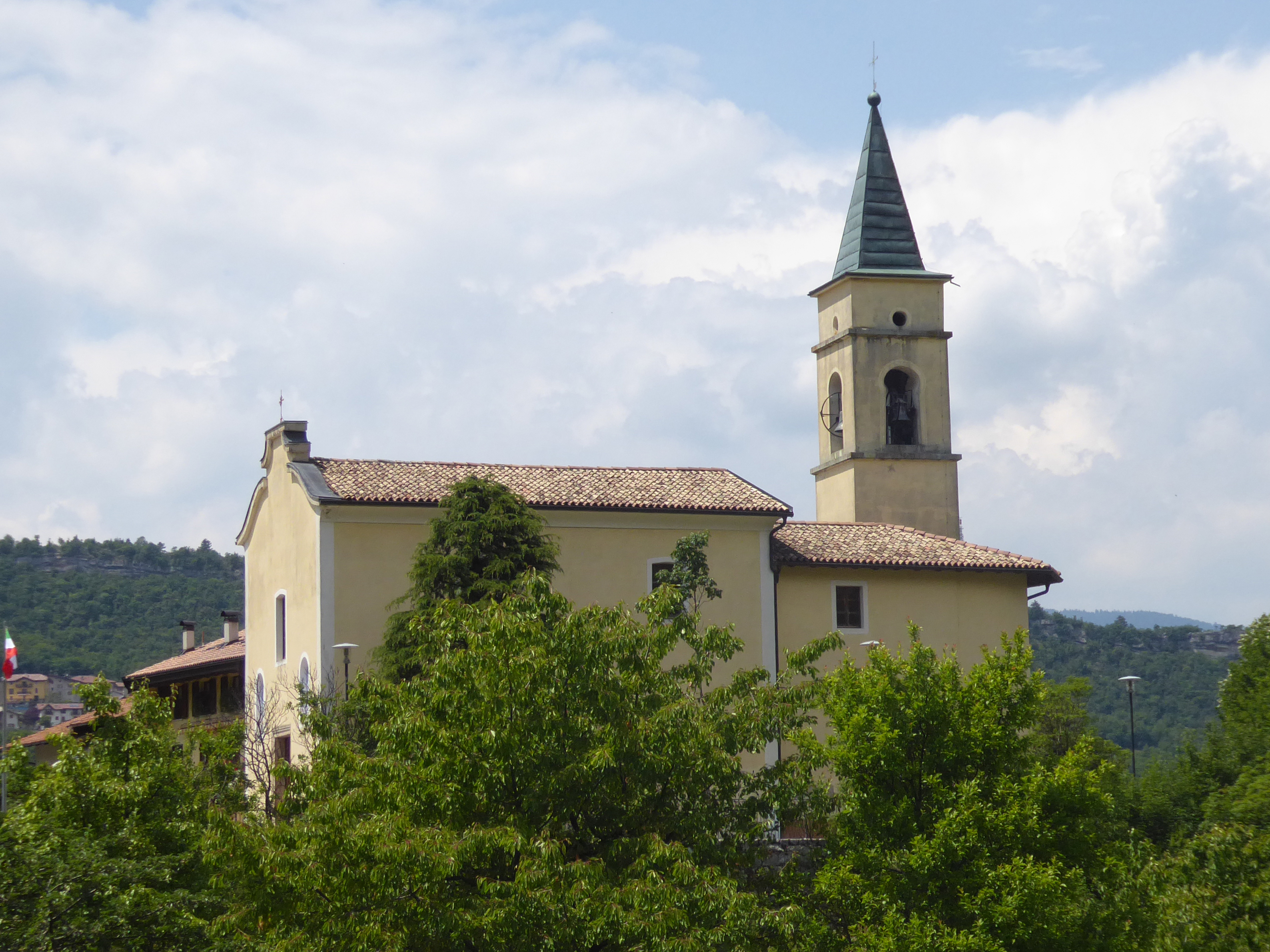
Vista laterale

L'edificio è stato costruito in posizione elevata ed isolata, fondato sulla roccia e vicino al cimitero della comunità. La facciata è semplice e vagamente baroccheggiante per la parte superiore a parzialmente curvilinea. Il portale maggiore è architravato e con una breve scalinata. Viene affiancato, in posizione leggermente più elevata, da due nicchie a fondo piatto con le immagini della Madonna Immacolata e di San Francesco d'Assisi e in alto una grande finestra porta luce alla navata. La torre campanaria è eretta nella parte sinistra del presbiterio.

### Interni
La navata interna è unica con volta a botte e suddivisa in due campate. Attraverso l'arco santo si accede al presbiterio e anche l'accesso all'abside è possibile da un'arcata simile.